# Les Dragons du Mékong
Les Dragons du Mékong est un jeu de société créé par Roberto Fraga. Il a été publié en France par Jeux Descartes en 2000. Il est republié en 2012 par les Éditions du Matagot sous le titre River Dragons.
C'est un jeu pour 2 à 6 joueurs de 8 ans et plus.

## Règle du jeu

### Matériel
1 Plateau de jeu, 36 passerelles, 6 pions joueurs, 1 pion statuette, 27 pierres, 78 cartes action.

### Pour commencer la partie
Chaque joueur choisit son village et y place son pion-personnage.
Chacun reçoit ses cartes actions, et six passerelles de longueurs différentes.

### Le tour de jeu
En secret, chaque joueur prépare une séquence de 5 actions à l'aide de ses cartes.
Ensuite pour chaque action, les joueurs retournent leur carte, et chacun joue son action. Les actions de placement et déplacement sont obligatoires.
Placement des pierres :
- pas plus d'une pierre sur chaque îlot.

Placement des passerelles :
- Le joueur doit choisir la passerelle au jugé.
- Pas plus de 3 passerelles sur une pierre.
- S'il n'y a pas d'emplacement disponible, si le joueur évalue mal la longueur ou renverse la passerelle, celle-ci tombe à l'eau et est définitivement perdue.

Déplacement du personnage :
- Si le déplacement est impossible, le personnage tombe à l'eau et doit recommencer à partir de son village de départ.

Retirer une pierre ou une passerelle :
- Une pierre ou une passerelle non couverte et non occupée par un personnage uniquement.
- On peut prendre une passerelle adverse à condition de ne pas avoir de passerelle de même longueur, et de ne pas avoir plus de deux couleurs de passerelles dans sa réserve.

La carte dragon :
- Le joueur de la couleur désignée par le dragon ne peut réaliser son action.

### Fin de la partie
Le premier joueur dont le personnage atteint le village opposé gagne la partie.